# Biscuits and gravy

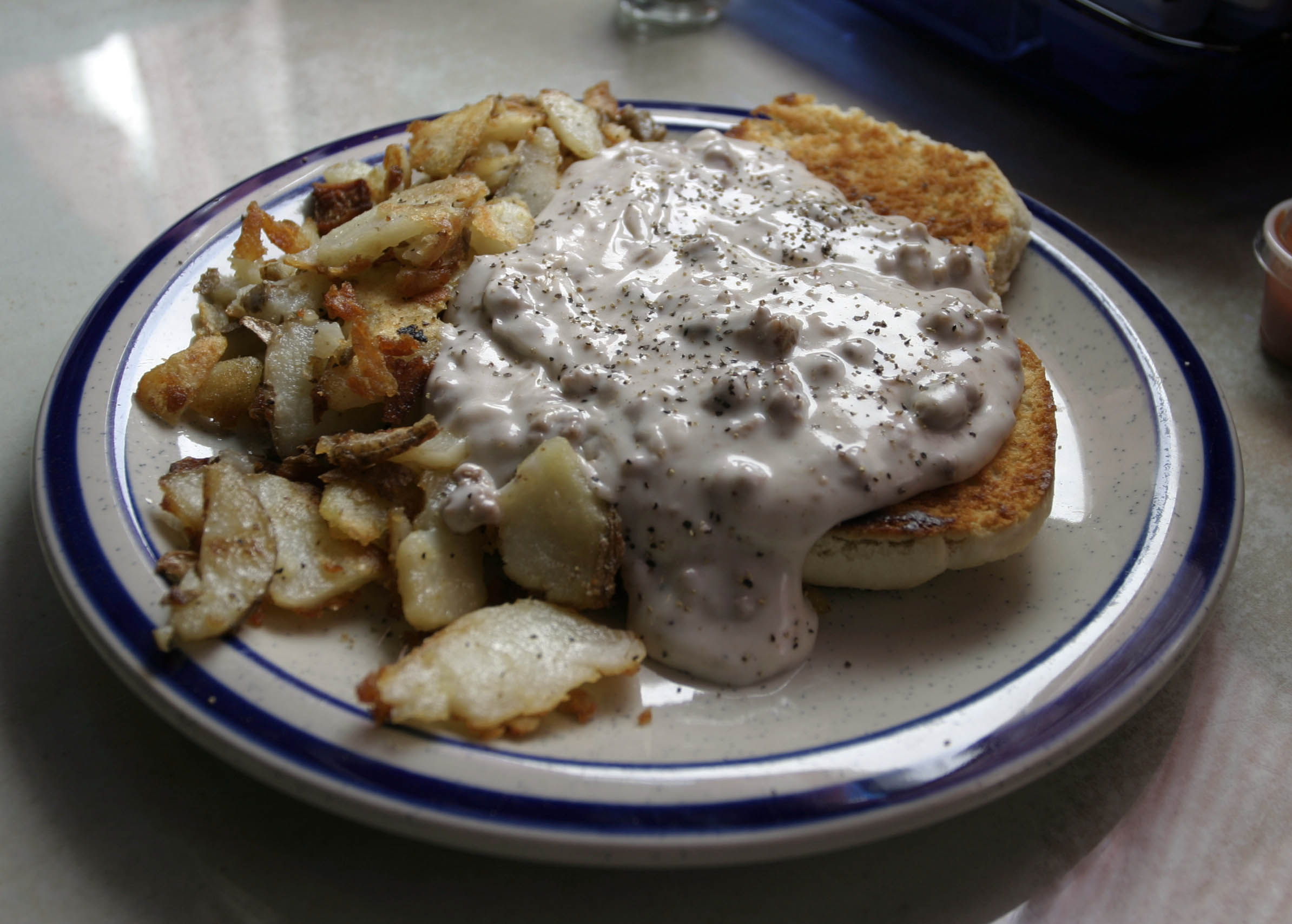
Un desayuno servido de Biscuits & gravy.

El Biscuits and gravy (en español Galletas y salsa) es un desayuno muy popular en la cocina del sur de Estados Unidos. Consiste en unos panecillos de masa blanda, conocidos en inglés americano como "biscuits", servidos con un gravy especial (denominado "country" o "white gravy") a base de pequeños trozos de carne de cerdo. Este plato se sirve caliente como desayuno.

## Características
Se suele emplear como desayuno, pero en algunos casos es servido a mediodía como un simple aperitivo ("half order") o como un plato completo ("full order"). El denominado "white gravy" que se vierte sobre los biscuits es en realidad una bechamel elaborada con la grasa resultante de cocinar carne de cerdo (especialmente salchichas y/o panceta), harina, leche y a menudo bacon picado. Se suele saborizar el gravy con pimienta negra. En algunas partes del sur se denomina también "sawmill gravy". Se suele servir inmediatamente tras haber sido montado sobre el plato y siempre caliente.